# Roupala princeps
Roupala princeps är en tvåhjärtbladig växtart som beskrevs av Jean Jules Linden. Roupala princeps ingår i släktet Roupala och familjen Proteaceae. Inga underarter finns listade i Catalogue of Life.